# Pont des Allemands
Pont des Allemands (în română Podul germanilor) este un pod feroviar pe grinzi cu zăbrele cu calea sus de pe linia 24 de marfă (Tongeren–Aachen). Podul traversează râul Meuse la nord de orașul belgian Visé și reprezintă practic o continuare a podului feroviar de la Lixhe.
Pont des Allemands este situat la kilometrul feroviar 17+656 al liniei 24, aproximativ între kilometrii 17+300 și 17+900.

## Istoric

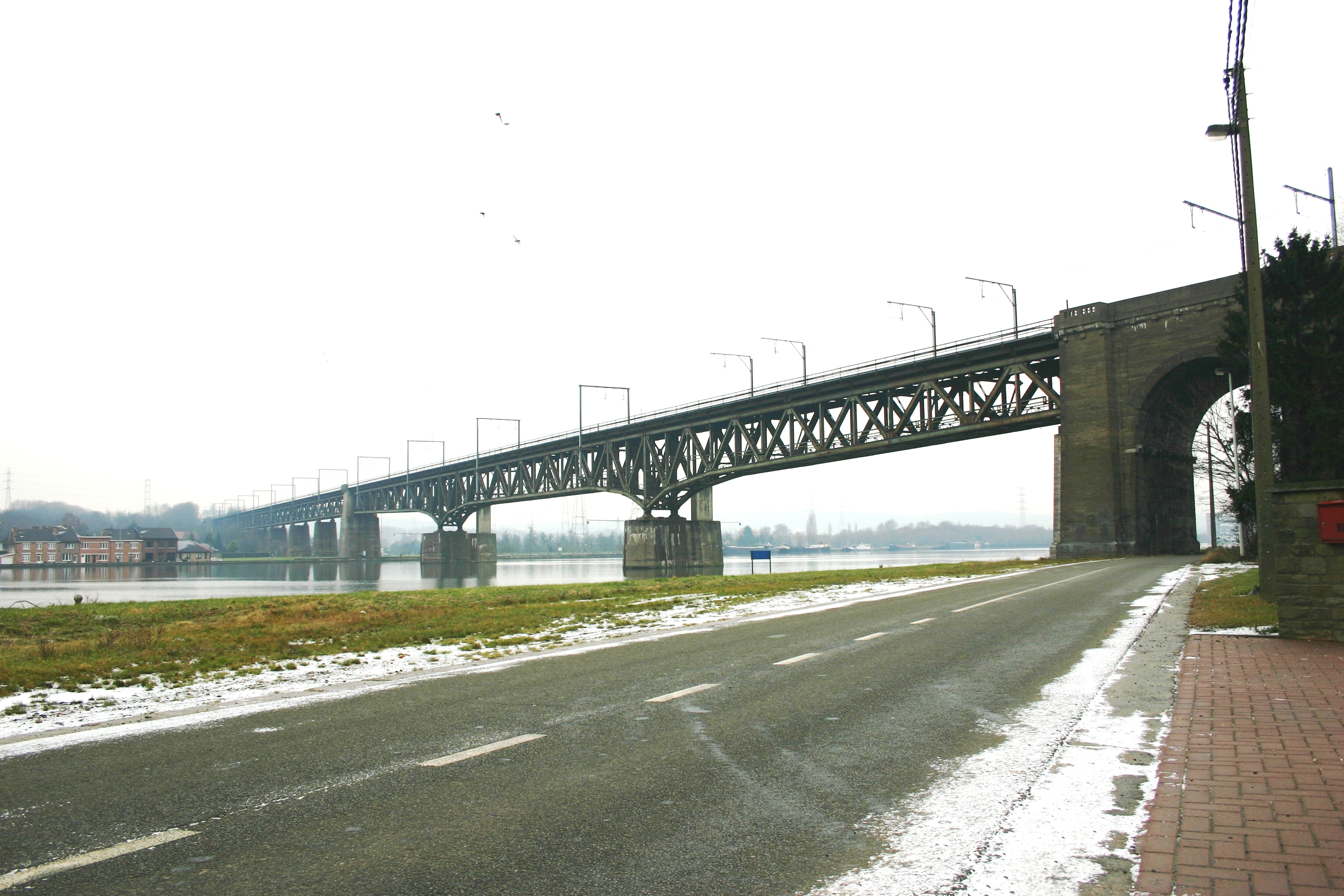
Podul înainte de reabilitare.

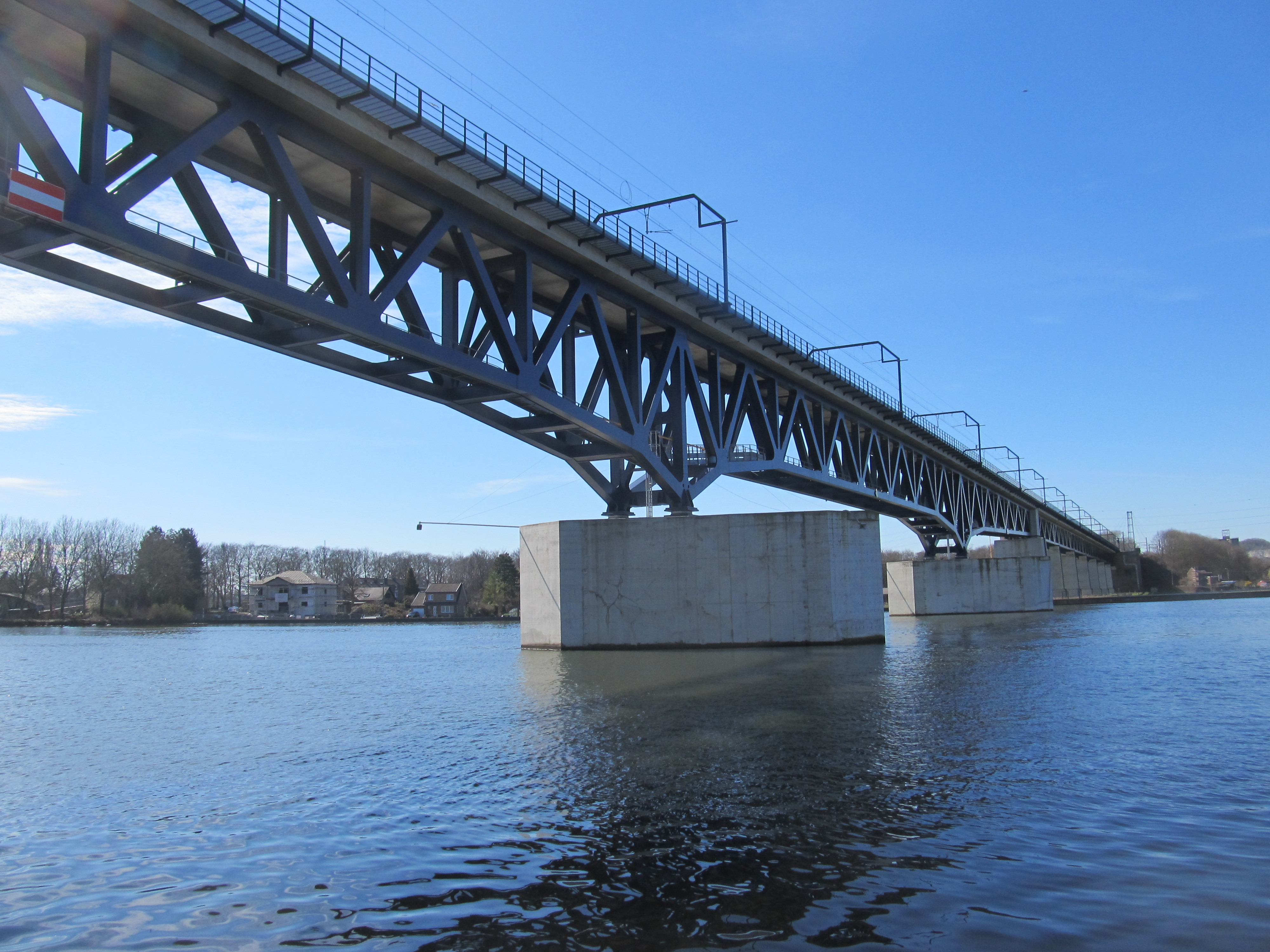
După reabilitare.

După invadarea Belgiei în timpul Primului Război Mondial, armata germană a decis construirea rapidă a unei căi ferate care să lege Germania și portul Anvers pe traseul cel mai scurt și direct, via Aachen–Gemmenich–Visé–Tongeren. Această linie avea drept scop facilitarea transportului de trupe și armament, dar mai ales a celui de mărfuri, în special cărbune din bazinul Ruhr. În zona localității Visé, linia urma să traverseze râul Meuse pe un pod metalic de tip grinzi cu zăbrele.
Ordinul de realizare a căii ferate Aachen–Tongeren a fost dat de locotenent-colonelul Wilhelm Groener pe 18 decembrie 1914, linia urmând să fie dublă și să permită în viitor cvadruplarea. Execuția liniei a fost încredințată E.B.K.–Eisenbahn-Baukompanien (în română Compania de Construcții Căi Ferate), care a mobilizat în acest scop peste 12.000 de muncitori, majoritatea germani (circa 66%), belgieni și aproximativ 1.000 de prizonieri ruși, dar și italieni, croați sau maghiari.
Conducerea de șantier a trimis industriei de profil germane solicitări de proiecte și cereri de oferte în care se preciza că podul trebuie să corespundă cerințelor normale ale căilor ferate prusace, dar în același timp să se integreze în peisajul înconjurător. Suplimentar, se solicita ca podul să aibă o structură simplă, ușor de construit cu forță de muncă necalificată belgiană, iar  proiectul să permită extinderea viitoare la patru linii. Autoritățile militare au primit mai multe propuneri, iar cea care le-a atras atenția a fost a firmei MAN Werk Gustavsburg din  Mainz-Gustavsburg, care sugera un pod cu grinzi suple cu zăbrele, rezemate pe stâlpi metalici. Conducerea militară a acceptat propunerea grinzilor cu zăbrele, însă a solicitat realizarea unor pile din beton în locul stâlpilor metalici, iar planurile au fost modificate în acest sens cu ajutorul companiei Grün & Bilfinger.
Construcția podului peste Meuse de la Visé a început în ianuarie 1915 prin executarea fundațiilor pilelor, care au fost ancorate pe piloți forați metalici. Podul este alcătuit din trei secțiuni: o deschidere pe bolți, pe malul estic al râului, o secțiune în consolă cu trei deschideri peste albia minoră și un viaduct peste zona inundabilă de pe malul vestic, cu șapte deschideri. Pilele podului au fost executate de compania germană Sager & Woerner din München, între 11 septembrie 1915 și 28 iulie 1916. Grinzile celor 4 deschideri din partea vestică a structurii au fost montate de către divizia Dortmunder Union a companiei Deutsch Luxemburgische Bergwerks- und Hütten A.G., între 1 august și 30 septembrie 1916, iar ale celor 6 deschideri din partea estică de către firma Hein, Lehmann & Co, între 6 iunie și 16 septembrie 1916. Pentru montarea grinzilor au fost utilizate schele speciale.
În total, pentru construcția podului au fost turnați 26.500 m2 de beton și instalate 3.100 de tone de confecții metalice. În același timp cu podul peste râul Meuse a fost construit și un pod de 300 m peste canalul Meuse, situat la acea vreme paralel cu râul.
Podul peste Meuse a fost terminat pe 20 decembrie 1916, dar în ianuarie 1917 instalarea șinelor pe tot traseul liniei Aachen–Tongeren era încă nefinalizată în două puncte cheie: pe pod și în tunelul Veurs. Pe 4 februarie 1917, după ce una din linii fusese montată pe toată lungimea, o locomotivă a efectuat un test pe traseu, iar pe 18 februarie 1917 primul tren a traversat podul de la Visé.
Podul a fost dinamitat spre sfârșitul Primului Război Mondial de către forțele germane aflate în retragere și reconstruit în anii următori. A fost apoi grav avariat de raidurile aeriene germane din Al Doilea Război Mondial și reconstruit din nou după terminarea acestuia.

## Descriere

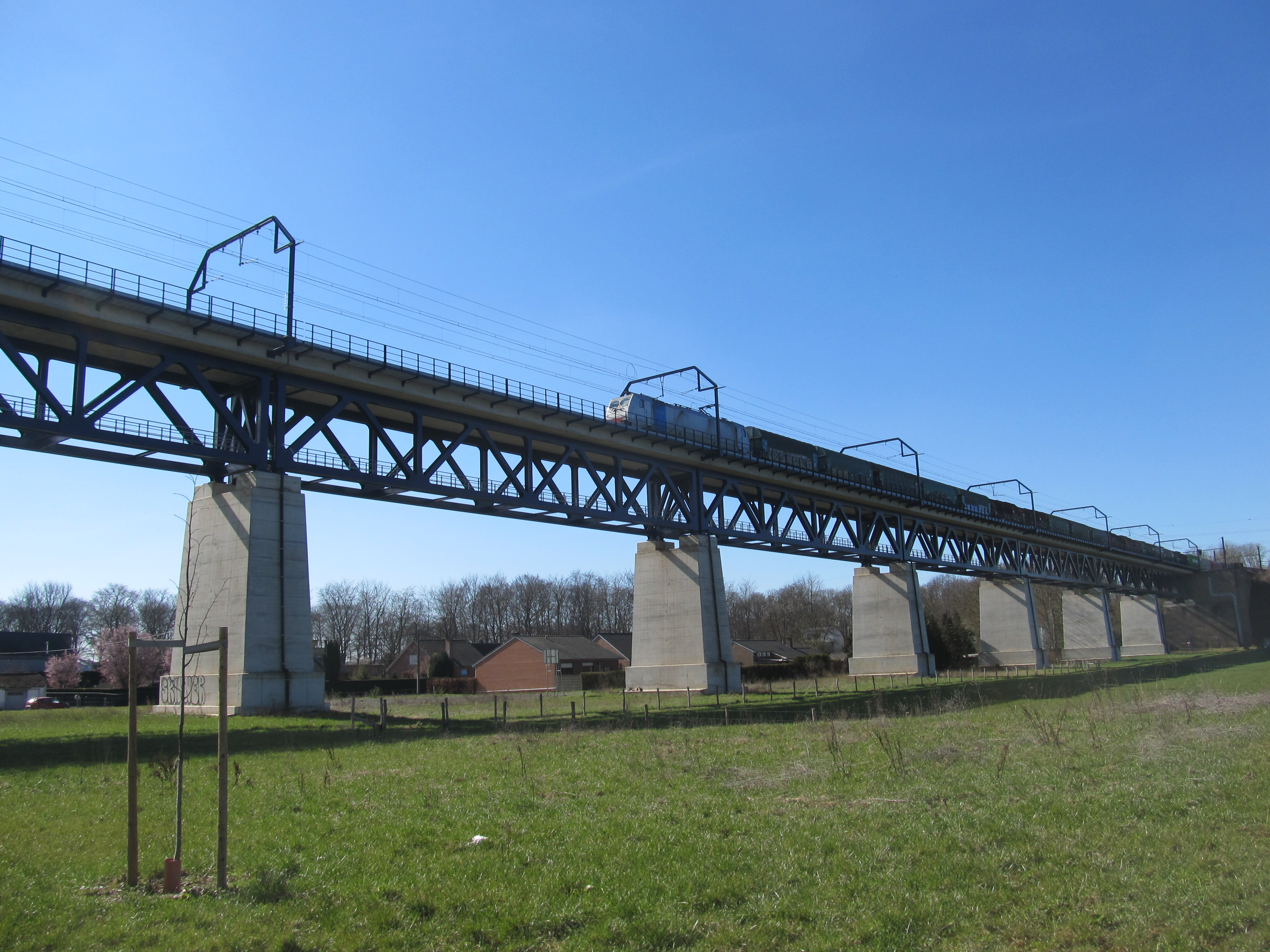
Tren traversând secțiunea de pod din lunca inundabilă a râului Meuse.

Cele trei largi arce peste râul Meuse sunt grupate într-o grindă cu zăbrele cu articulații de tip Gerber, având deschiderea de 75,50 + 93,00 + 75,50 m. Secțiunea centrală se sprijină prin articulații pe cele două secțiuni marginale, pe principiul consolelor. Numele acestei metode de construcție provine de la inginerul Heinrich Gerber de la firma MAN Werk Gustavsburg, proiectantul podului.
Cele șapte deschideri peste lunca inundabilă măsoară 41,00 m fiecare. În total, structura podului are o lungime de 523 m (530 m după alte surse).
Pila care separă viaductul peste lunca inundabilă și grinda Gerber peste Meuse are și rol de culee pentru cele două secțiuni. Pila are o înălțime de 39 m deasupra solului. Grinzile viaductului peste lunca inundabilă au înălțimea de 5,50 m și lățimea de 4,50 m, un raport de 1,2:1. Lățimea totală a tablierului original era de 8,1 m.
Pe malul drept al râului Meuse a fost realizată și o scurtă secțiune pe bolți din beton și piatră, care servește drept culee și are rolul de a permite continuitatea șoselei amenajate pe Quai des Fermettes, care subtraversează această porțiune de pod.
Pont des Allemands este construit pentru linie dublă, însă cele două culei și cele două pile din albia râului Meuse sunt dimensionate astfel încât să permită o eventuală cvadruplare a căii ferate.

## Reabilitare
La începutul anului 1987, nou-numita conducere a NMBS/SNCB a decis că este momentul să inspecteze starea podului de la Visé și să stabilească planuri pentru reabilitarea lui. La Visé  a fost trimis un inginer care să evaluze situația, iar acesta s-a întors și a propus trei soluții:
- o reabilitare din temelii, cu un cost estimat la 1,3 miliarde de franci;
- o reabilitare similară, însă cu reducerea dimensiunilor și păstrarea unei singure linii pe pod. Aceasta ar fi redus costurile cu aproximativ 200 de milioane de franci;
- simpla executare a reparațiilor necesare la structura existentă și revopsirea acesteia. Costurile ar fi fost mult mai mici, circa 20 de milioane de franci, însă inginerul evaluator nu încuraja această soluție minimală.[7]

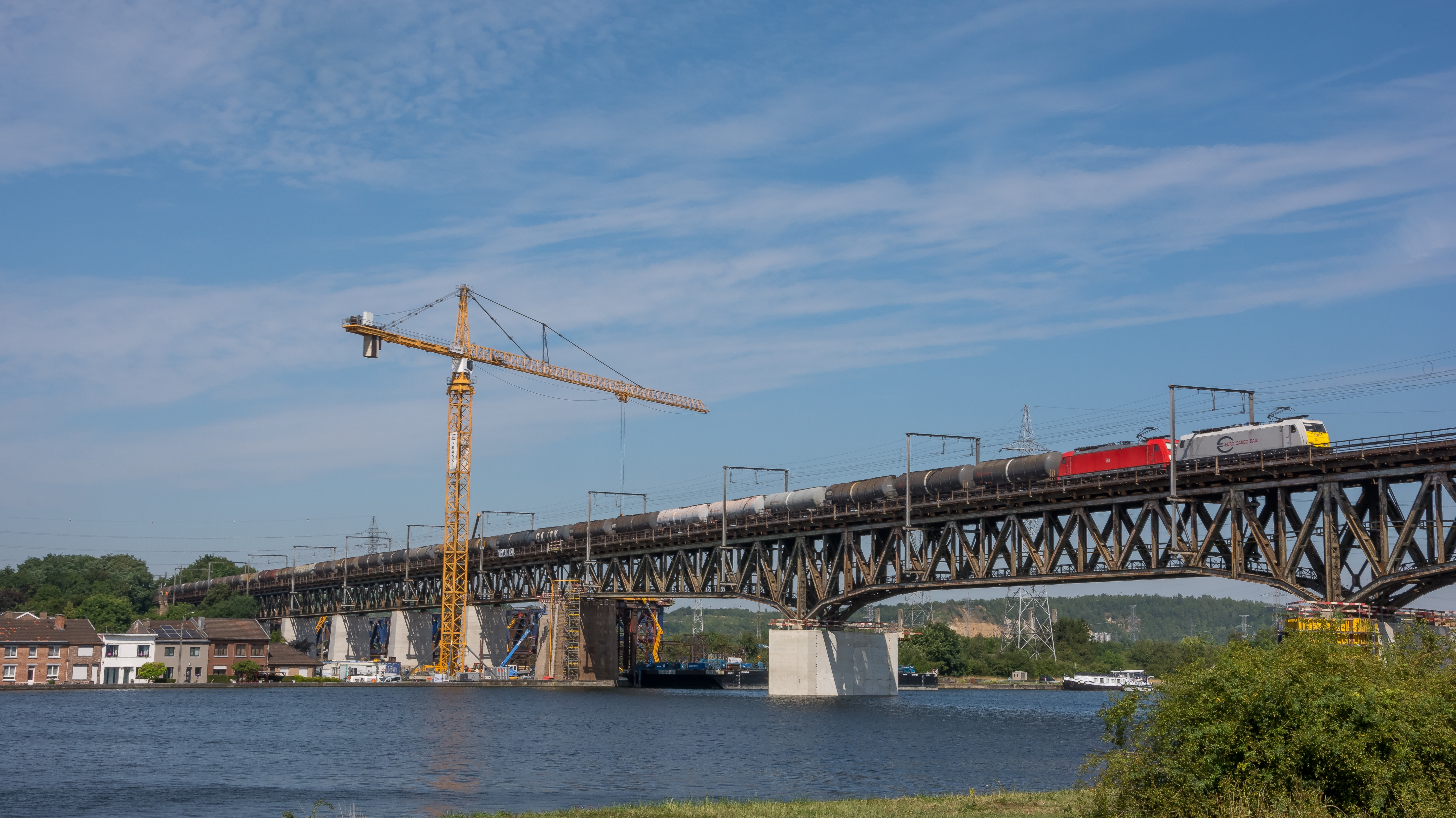
Tren traversând podul în timpul lucrărilor de reabilitare.

În anii 2010, Infrabel, compania care deține, întreține și modernizează infrastructura feroviară a Belgiei, a demarat o procedură de negociere cu publicarea prealabilă a unui anunț de participare vizând reabilitarea podului. Conform caietului de sarcini, acesta este situat pe o linie de marfă importantă și este tranzitat de 60 până la 80 de trenuri pe zi. Reabilitarea și modernizarea sa urmau să permită creșterea vitezei permise pe pod până la 80 km/h, față de limitarea la 20 km/h din acel moment, reducerea timpilor de tranzit și a poluării fonice.
Infrabel a primit patru oferte pentru procedura de negociere intitulată „57/53/4/15/072 - Linia 24 : Glons / Botzelaer - Orașul Visé - Înlocuirea suprastructurii viaductului peste Meuse de la km 17.656, denumit „Pont des Allemands” ”. În final a fost selectată oferta asocierii SA Franki / SPRL Techno Métal Industrie, căreia i-a fost atribuită lucrarea pe 11 august 2016, pentru o valoare de 11.422.905,36 EUR fără TVA. Caietul de sarcini prevedea înlocuirea suprastructurii și conservarea și consolidarea infrastructurii. Noul tablier urma să fie de tip mixt, grinzi cu zăbrele la partea inferioară și placă de beton armat pentru instalarea prismei de balast la partea superioară. Termenul de execuție prevăzut era de 600 de zile lucrătoare de la data atribuirii lucrărilor, între 2016 și 2018.
Consolidarea celor opt pile de beton a fost executată de Franki SA, companie din cadrul Willemen Groep. Grinzile au fost uzinate la hala de producție a SPRL Techno Métal Industrie din Andenne, situată la circa 500 de metri de cheiul Meusei, și transportate cu barjele pe râu până la locul de montaj de la Visé. Transportul primei grinzi, cu dimensiunile 41,00 x 5,00 x 6,00 m și cântărind 130 de tone, a avut loc pe 26 iulie 2017.
Montarea grinzii Gerber peste albia râului a fost efectuată pe 23 iulie 2017. Structura, în lungime de 245 de metri și cântărind 1.550 de tone, a fost mai întâi ridicată până la înălțimea necesară, aproximativ 10 metri, apoi translatată pe poziția finală cu ajutorul unor camioane de mari dimensiuni care se deplasau pe cele două maluri și a unor macarale plutitoare amplasate pe râu.
Pe 14 septembrie 2017 a început montarea grinzilor pe viaductul peste lunca inundabilă, iar demontarea vechiului tablier și fixarea definitivă pe poziție a celui nou au fost efectuate pe 19 septembrie. Ulterior au fost înlocuite șinele, stâlpii de susținere și firele de contact ale catenarei. Ultimele finisaje ale noului viaduct feroviar au fost executate în primăvara anului 2018.